# Léon-Éli Troclet
Léon-Éli J.J. Troclet (Liège, le 14 juin 1902 - Bruxelles, le 30 avril 1980) est un homme politique belge du POB puis du PSB et un militant wallon

## Biographie
Léon-Éli Troclet est né le 14 juin 1902 à Liège. Il perd son père, le député Léon Troclet, à l’âge de 11 ans à la suite d'un accident de travail mortel. Il rejoint sa mère et ses frères en région transfrontalière. Il est engagé comme apprenti ardoisier-couvreur. À cette époque, il est encore illettré. C’est avec Jean-Baptiste Clément qu’il s’éduque et se forme politiquement.
Il est marié à Genedla (Génia) JAKUBOWICZ. Ils ont une fille, Marceline TROCLET qui sera avocate, puis juge au Tribunal du Travail de Charleroi.
Il prend sa retraite du Parti socialiste liégeois à 65 ans et se consacre aux travaux qu’il voulait entreprendre.
Il décède le 30 avril 1980 à Bruxelles.

## Professions

### Avocat (docteur en droit)
Léon-Éli Troclet décroche un doctorat en droit à l’ULg en 1926. Ensuite, il s’inscrit au barreau de Liège en 1926. Il devient avocat à la Cour d’Appel de Liège jusqu’en 1945,.

### Professeur
Léon-Éli Troclet est professeur et directeur de plusieurs établissements d’enseignement supérieur (1926-1945),.
En 1952, il devient professeur à l’ULB où il enseigne le droit social international jusqu’en 1972. Durant cette période, en 1958, il crée le Centre National de Sociologie du droit social et en devient le président. Il fonde ce centre afin de développer une branche de sociologie juridique. Il crée également avec Madeleine Gevers, Michel Magrez et Louis Duchatelet l’Institut du Travail de l’ULB,.
Il dispense également des cours à l’étranger.

### Politicien

#### Premières implications mineures
- Conseiller provincial de Liège (1928-1932)
- Conseiller communal de Chênée (1938-1945)
- Conseiller communal de Liège (1946-1947, 1952-1980)[4]

#### Implications majeures
Léon-Éli Troclet, en juillet 1943, part du rassemblement démocratique et socialiste wallon pour rejoindre la fédération liégeoise du parti socialiste clandestin. Dans ce cadre, il participe aux travaux de la Commission des Affaires wallonnes qui aboutissent à un système proche d’une confédération. Il participe à une conférence internationale du travail à Paris pour pouvoir participer au Congrès wallon de Liège le 20 octobre 1945. Il y intervient pour défendre sa thèse de l’autonomie et du fédéralisme, il partage son souhait de voir se construire un mouvement wallon fort, sage, uni et non-anti-flamand.
Il est ministre du travail et de la prévoyance sociale durant plusieurs législatures. Pendant son premier mandat de 1945 à 1949, il institue des maisons du travail particulièrement celle de Louvain qui ouvre le 19 juin 1949. L’objectif de ces maisons est d’implanter des services régionaux du ministère du travail dans plusieurs villes. Ça fait partie de sa politique et ça montre l’entrée dans l’Histoire de Léon-Eli Troclet en tant qu’Etatiste. Dès la même époque, il intègre le syndicaliste verviétois Émile Parys dans son cabinet et en fait le conciliateur social pour la Wallonie, chargé d'intervenir sur le terrain à l'occasion des conflits sociaux d'après-guerre. En 1946, il possède également un mandat en tant que ministre des affaires économiques. Durant son second mandat de 1954 à 1958, il succède au catholique Geeraerd Van den Daele et pendant ces quatre années, il continue sa politique de rénovation sociale qui ne convient pas aux catholiques. En 1957, il siège comme président au sein du conseil de la Société de Mécanographie, le service d’exécution technique de l’ONSS. Pendant ses mandats, il fonde aussi plusieurs institutions nationales de sécurité sociale. En 1969, il devient ministre d’Etat.
Durant la même période, de 1944 à 1968, il est sénateur provincial de Liège. Il est également membre du comité permanent du congrès national wallon de 1945 à 1971. Il fait partie de la délégation wallonne qui rencontre Paul-Henry Spaak (ministre des Affaires étrangères) pour présenter les demandes des wallons.
C’est également une figure politique internationale. En 1961, il est membre du premier parlement européen, et préside la commission des affaires sociales où il se montre très actif en matière de sécurité sociale. Il siège au sein des structures de la communauté économique européenne (CEE) de 1954 à 1969 pour traités des affaires sociales. Il est également membre actif de l’organisation internationale du travail dans laquelle il exerce plusieurs fonctions (1945-1980).
Dans sa carrière politique, il a participé à plusieurs élaborations de législation : loi sur les pensions de retraite et de survie, code de la protection du travail, loi sur le reclassement des handicapés, sur les conseils d’entreprises, sur les commissions paritaires et les conventions collectives…,.

### Autres
Léon-Éli Troclet participe à différents postes à l’éducation ouvrière (1920-1965). Il exerce aussi les professions de dessinateur industriel (1921) et de construction civile (1923),.
Il a travaillé dans plusieurs journaux. Il est chroniqueur politique de l’hebdomadaire littéraire « Noss Pèron », sous le pseudonyme de N. Cloret. Il est notamment membre du comité de rédaction de la « Barricade » qui est un organe de garde wallonne autonomiste (1924). Mais encore, il écrit dans le « Franchimont », « La jeune revue wallonne », « L’Action wallonne » et « Les Documents wallons ». Enfin, durant la seconde guerre mondiale, sous le nom de Guillaume Telle, il est rédacteur de « Sambre et Meuse » et écrit « Le monde du travail ».

## Engagements
Léon-Éli Troclet veut instaurer un service proche du citoyen, la décentralisation lui tient à cœur de là découle sa volonté de créer les maisons du travail.

### Entre-deux-guerres
En 1917, Léon-Eli Troclet est militant wallon actif. Il est cofondateur et secrétaire du Cercle Athéna. En 1918, il devient membre de la ligue des lycéens wallons. Puis il s’engage en tant que secrétaire des Jeunes Gardes socialistes à Liège de 1919 à 1921,. Il fait partie de la ligue des étudiants wallons en 1920 et vice-président de la jeune garde wallonne fédéraliste de 1920 à 1922. Pour finir, en 1924, il est membre du comité de la ligue d’action wallonne de Liège.

### Seconde Guerre mondiale
Léon-Eli Troclet occupe une place majeure au sein de la résistance. Il est enfermé à la citadelle de Huy en 1941 à cause de ses nombreuses activités clandestines comme l’aide aux familles des maquisards, la participation dans le comité politique du front de l’indépendance et le comité de rédaction du clandestin « Le monde du travail » sous le nom de Guillaume Telle…,. Son enfermement ne l’empêche pas d’être l’un des rédacteurs de « Sambre et Meuse ». Après que Marcel Ferauche (l’imprimeur des principaux clandestins wallons) soit arrêté, il aide le front wallon et le journal « Sambre et Meuse » à se procurer une partie du matériel d’imprimerie qui vient du journal « La Wallonie ». Déjà avant la guerre, il plaide gratuitement pour les victimes du fascisme et du nazisme de 1927 à 1939. Il aide aussi l’Espagne Républicaine et lance des comités de lutte contre le racisme et l’antisémitisme,.
Il est l’un des fondateurs du conseil économique wallon clandestin en 1942 où il écrit un rapport sur les allocations familiales. Il réitère et développe son discours de 1939 qui a été publié sous le titre « La Wallonie et les allocations familiales » dans sa « Réforme du régime des allocations familiales pour la sauvegarde des intérêts wallons ».
Sous l'occupation allemande, il fonde avec Fernand Dehousse le Rassemblement démocratique et socialiste wallon qui va jouer un rôle dans la politique fédéraliste et progressiste après la Libération. De 1942 à 1943, il est membre du Rassemblement démocratique et socialiste wallon sous le l’anagramme de son prénom : Noël. Il soutient le rapprochement de RDSW avec le groupe du « Monde du travail » parce qu’il est fervent du fédéralisme plutôt que l’intégration de la Wallonie à la France.

### Après-guerre
Léon-Éli Troclet est très actif en ce qui concerne la question royale. Il s’oppose au retour du roi Léopold III. Le 31 juillet 1950, il synthétise les revendications wallonnes et les revendications ouvrières. Il constate que pour remplir les objectifs de celles-ci, il faut que le roi abdique.
Après la guerre, il décide de ne plus se mêler aux actions du mouvement wallon sauf en ce qui concerne la matière sociale. Par exemple en 1957, il essaye d’attirer l’attention sur le vieillissement de la population qui est en relation avec la politique générale d’aide sociale aux vieillards, sur la morbidité régionale et ses effets en matière maladie-invalidité, sur les enseignements à tirer en matière de politique familiale des études de la démographie belge élaborées par le Conseil économique wallon et le VEV.
Il participe à l’action lancée en 1968 par les 4 mouvements wallons qui consiste à réunir l’ensemble des wallons pour obtenir une réelle décentralisation économique. Cette action se base sur le Mémorandum réalisé par le conseil économique wallon. Après, il devient membre du comité du patronage de la grande mobilisation wallonne créée le 19 avril 1969.
Il fait partie, en juin 1976, des signataires de la « Nouvelle Lettre au Roi pour un vrai fédéralisme ». Cette lettre est rédigée à l’initiative de Fernand Dehousse, Jean Rey et Marcel Thiry. Son but est de dépasser la régionalisation pour instaurer un fédéralisme qui se base sur le respect des droits de l’homme et de l’égalité des citoyens, également sur l’égalité politique des communautés et des régions avec un pouvoir véritable et un fédéralisme où Bruxelles est vu comme une région indépendante.

## Centre d'intérêt
Léon-Éli Troclet s’intéresse principalement à la sécurité sociale dont il est considéré comme le père. Dans ce domaine, il s’est montré très actif politiquement après la seconde guerre mondiale. À la fin de l’année 1944, il participe à la création d’un système général de sécurité sociale.
Il s’est notamment consacré aux allocations familiales. Le conseil économique wallon a suivi son avis en exigeant la suppression de la compensation nationale d’allocation aux salariés et non-salariés en faveur d’un régime wallon autonome.
Dans son projet visant le fédéralisme il cherche à consolider l’État belge car il souhaite de bons rapports entre wallons et flamands et que les deux communautés (wallonne et flamande) soient sur un pied d’égalité.
Il s’attelle également au domaine social au niveau international, notamment avec ce qu’il appelle : Europe Sociale.

## Hommages
L'un des bâtiments de la Haute école de la province de Liège, destiné à l'étude des sciences humaines, porte son nom.

## Distinction
- Grand-croix de l'ordre de la Couronne de chêne en 1957 (Luxembourg)[7].

## Publications
- Les partis politiques en Belgique, Bruxelles, L’Églantine, coll. « Publications de la Centrale d’Éducation Ouvrière », 1931[8].
- La Wallonie et les allocations familiales, in Les documents wallons, n° 3, Liège, Éditions de l’Action wallonne, 15 août 1939.
- L'influence de la guerre sur les contrats de travail et d'emploi : doctrine et jurisprudence, Liège, Société-Liège Éditions, 1941.
- La législation sociale internationale, préface de Georges Scelle, Bruxelles, Éditions de la Librairie encyclopédique (Éditions de l'Institut de sociologie), 3 volumes, 1952-1962[9].
- La Première expérience de sécurité sociale, Liège, décret de Napoléon de 1813, Bruxelles, Éditions de la Librairie encyclopédique, 1953, 93 p.[10]
- Bilan social de l’Europe. Les problèmes sociaux de l’Europe des Six à la fin de la première étape, extraits de la Revue du Travail, janvier-février et mars 1962, Bruxelles, 1962.
- Éléments de droit social européen, Bruxelles, Éditions de l'Institut de sociologie de l'Université libre de Bruxelles, 1963, 361 p.[11]
- La protection des rémunérations, commentaire de la loi du 12 avril 1965, Bruxelles, Éditions de l'Institut de sociologie, 1965, 285 p.[12]
- Le Travail intérimaire en Belgique et dans les pays du Marché commun, avec Éliane Vogel-Polsky ainsi que la collaboration de Guy Desolre, Bruxelles, Éditions de l'Institut de sociologie de l'Université libre de Bruxelles, 1969, 258 p.[13]
- L'Association du Marché commun et de vingt-quatre états africains, Bruxelles, Presses universitaires de Bruxelles, 1971, 116 p.[14]
- La cléricalisation de la Belgique par l'école, Bruxelles, L’Églantine, coll. « Les cahiers de l’Églantine », 1972[15].